# Selección de baloncesto de Singapur

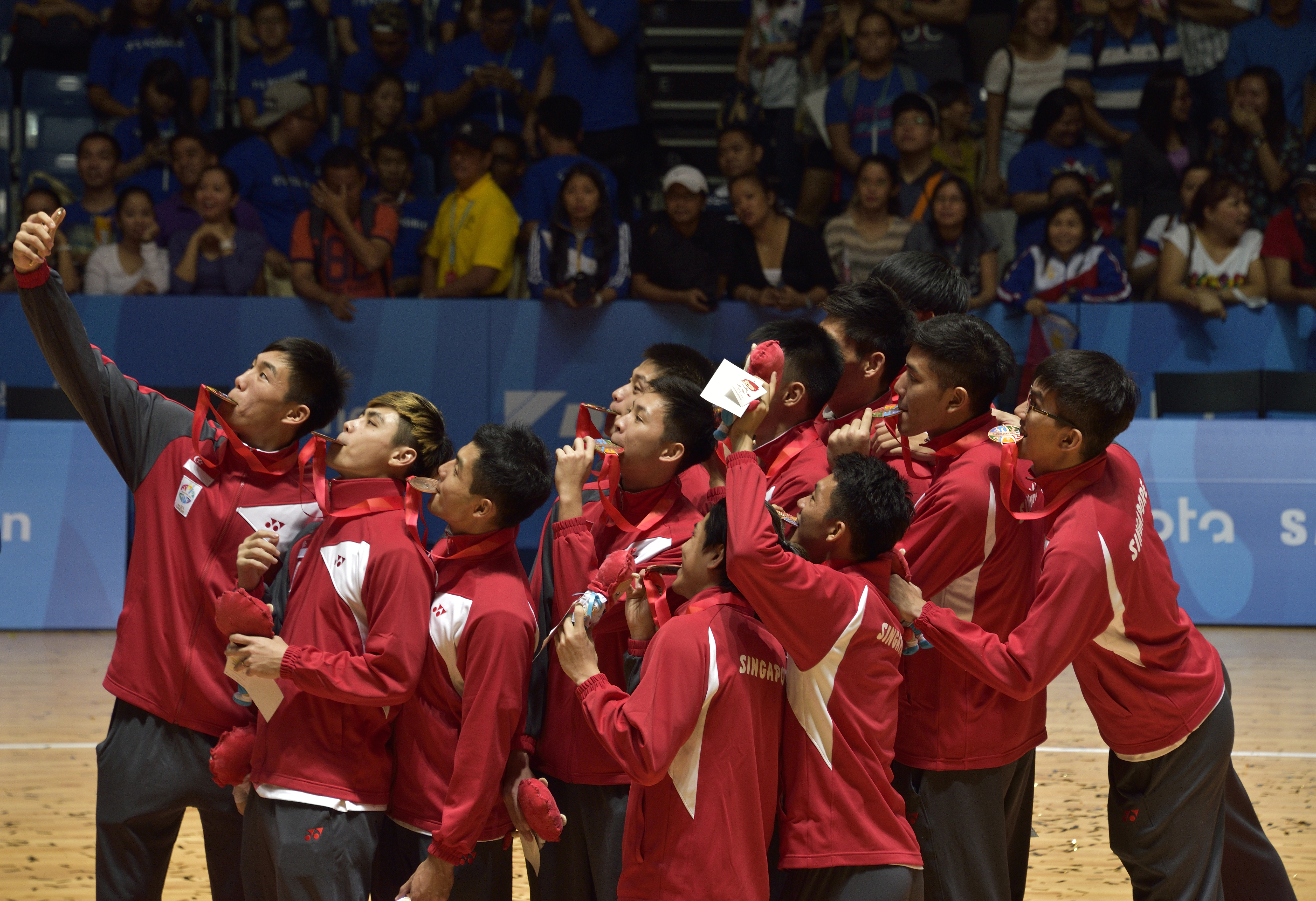
La selección de Singapur que terminó en tercer lugar en el Campeonato SEABA de 2015.

La selección de baloncesto de Singapur es el equipo formado por jugadores de nacionalidad singapurense que representa a la Asociación de Baloncesto de Singapur en las competiciones internacionales organizadas por la Federación Internacional de Baloncesto (FIBA) o el Comité Olímpico Internacional (COI): los Juegos Olímpicos, la Copa Mundial de Baloncesto y el Campeonato FIBA Asia.
En el Campeonato FIBA Asia, el país obtuvo su mayor éxito entre 1971 y 1993, cuando se clasificó para 12 eventos consecutivos. Desde 2001, el equipo es uno de los aspirantes al Campeonato del Sudeste Asiático. Allí, el equipo ha ganado hasta la fecha tres medallas de bronce.
En 1956, el equipo se clasificó para los Juegos Olímpicos de Melbourne, donde terminó por delante de sus rivales asiáticos Corea del Sur y Tailandia.

## Historia
Fue creada en el año 1950 y es una de la selecciones más viejas de FIBA Asia, a la cual se afilió en 1963. Su primera participación internacional se dio en los Juegos Olímpicos de Melbourne 1956 en Australia gracias a que Corea del Sur y Tailandia abandonaron la eliminatoria. Terminaron en el lugar 13 en su primera aparición olímpica.
En 1963 clasifican por primera vez al Campeonato FIBA Asia celebrado en República de China en donde terminaron en séptimo lugar. En 1971 clasificaron por cuarta ocasión al torneo continental iniciando una racha de 12 apariciones consecutivas en el Campeonato FIBA Asia que terminó en la edición de 1993 en Yakarta, Indonesia en donde finalizó en último lugar.
También han participado en el Campeonato del Sudeste Asiático, el torneo más importante del sur de Asia donde han obtenido el tercer lugar en tres ocasiones.

## Historial

### Copa Mundial
Resultado General: No ocupa puesto
| Copa Mundial de Baloncesto |
| --- |
| - 1950: No calificó - 1954: No calificó - 1959: No calificó - 1963: No calificó - 1967: No calificó - 1970: No calificó - 1974: No calificó - 1978: No calificó - 1982: No calificó - 1986: No calificó - 1990: No calificó - 1994: No calificó - 1998: No calificó - 2002: No calificó - 2006: No calificó - 2010: No calificó - 2014: No calificó - 2019: No calificó - 2023: No calificó - 2027: TBD |

### Juegos Olímpicos
| Baloncesto en los Juegos Olímpicos |
| --- |
| - Berlín 1936: No calificó - Londres 1948: No calificó - Helsinki 1952: No calificó - Melbourne 1956: 13° Lugar - Roma 1960: No calificó - Tokio 1964: No calificó - México 1968: No calificó - Múnich 1972: No calificó - Montreal 1976: No calificó - Moscú 1980: No calificó - Los Ángeles 1984: No calificó - Seúl 1988: No calificó - Barcelona 1992: No calificó - Atlanta 1996: No calificó - Sídney 2000: No calificó - Atenas 2004: No calificó - Pekín 2008: No calificó - Londres 2012: No calificó - Río 2016: No calificó - Tokio 2020: No calificó - París 2024: No calificó |

### Campeonato FIBA Asia
| Campeonato FIBA Asia | Campeonato FIBA Asia | Campeonato FIBA Asia | Campeonato FIBA Asia | Campeonato FIBA Asia | Campeonato FIBA Asia |
| -------------------- | -------------------- | -------------------- | -------------------- | -------------------- | -------------------- |
| - 1960: No calificó  |                      | - 1983: 14° Lugar    |                      | - 2005: No calificó  |                      |
| - 1963: 7° Lugar     |                      | - 1985: 12° Lugar    |                      | - 2007: No calificó  |                      |
| - 1965: 9° Lugar     |                      | - 1987: 11° Lugar    |                      | - 2009: No calificó  |                      |
| - 1967: 10° Lugar    |                      | - 1989: 11° Lugar    |                      | - 2011: No calificó  |                      |
| - 1969: No calificó  |                      | - 1991: 10° Lugar    |                      | - 2013: No calificó  |                      |
| - 1971: 8° Lugar     |                      | - 1993: 16° Lugar    |                      | - 2015: 15° Lugar    |                      |
| - 1973: 10° Lugar    |                      | - 1995: No calificó  |                      | - 2017: No calificó  |                      |
| - 1975: 7° Lugar     |                      | - 1997: No calificó  |                      | - 2022: No calificó  |                      |
| - 1977: 11° Lugar    |                      | - 1999: No calificó  |                      | - 2025: No calificó  |                      |
| - 1979: 10° Lugar    |                      | - 2001: 14° Lugar    |                      |                      |                      |
| - 1981: 11° Lugar    |                      | - 2003: No calificó  |                      |                      |                      |

## Palmarés
- Campeonato del Sudeste Asiático:
  -  Tercer lugar (3): 2001, 2013, 2015